# Sphaenorhynchus planicola
Sphaenorhynchus planicola és una espècie de granota endèmica del Brasil.